# Видение Руанды 2050
Ви́дение Руанды 2050 (англ. Vision 2050 Rwanda) — стратегия национального развития Руанды, запущенная в декабре 2020 года президентом Полем Кагаме и Министерством финансов и экономического планирования страны.
Программа, которая следует за предыдущим 20-летним планом развития Видение Руанды 2020, восстановившим Руанду после многолетней гражданской войны и геноцида, направлена на превращение Руанды в страну с доходом выше среднего к 2035 г. и в страну с высоким доходом к 2050 г. Представляя стратегию, Кагаме объявил: «Стратегия 2020 была посвящена тому, что мы должны были сделать, чтобы выжить и вернуть себе достоинство. Но „Видение 2050“ должно быть посвящено будущему, которое мы выбираем, потому что мы можем и потому что мы его заслуживаем».

## Предыстория
Руандийский патриотический фронт (РПФ) пришёл к власти в Руанде после победы над действующим правительством в ходе гражданской войны в Руанде. Победа РПФ положила конец геноциду 1994 года, известному в Руанде как геноцид тутси, в ходе которого жертвами геноцида стали около 1 млн человек. В конце 1990-х годов президент Поль Кагаме и его правительство начали активно планировать методы достижения национального развития. Он запустил процесс национальных консультаций, а также обратился за советом к экспертам из развивающихся стран, включая Китай, Сингапур и Таиланд. После этих консультаций и вскоре после вступления в должность президента Кагаме запустил программу Видение 2020. Основными целями программы были объединение руандийского народа и превращение Руанды из крайне бедной в страну со средним уровнем дохода.

## Цели
Всеобъемлющие цели «Видения 2050» были сформулированы следующим образом:

1. Экономический рост и процветание
Руанда стремится стать страной с уровнем дохода выше среднего (UMIC) к 2035 году и страной с высоким уровнем дохода (HIC) к 2050 году.
В частности, это означает достижение следующих ключевых экономических целей:
- К 2035 году: ВВП на душу населения более 4 036 долларов США;
- К 2050 г: ВВП на душу населения более 12 476 долл.

2. Высокое качество и уровень жизни руандийцев
- Цель — достижение высокого качества и уровня жизни.
- Руанда будет опираться на значительный прогресс, достигнутый в сокращении бедности за последние два десятилетия, снизив уровень бедности с 78 % после 1994 года до 38 % в 2017 году, с целью полного искоренения бедности.
- Это будет достигнуто путём предоставления всем слоям общества более широких возможностей для внесения вклада в национальное развитие, в том числе за счёт роста инвестиций в человеческий капитал и обеспечения всеобщего доступа к удобствам, безопасности и защите.
- Все молодые люди, женщины, мужчины и пожилые люди будут вносить свой вклад в устойчивое развитие, гарантируя, что никто не останется в стороне от процесса развития.
- Видение 2050 основывается на стремлении руандийцев оставить руандийским детям лучший мир для жизни.
- Рост и развитие будут идти по устойчивому пути с точки зрения использования и управления природными ресурсами, одновременно повышая устойчивость к последствиям изменения климата.
- Стремление руандийцев к высокому качеству жизни будет дополнительно оценено через качество окружающей среды, как природной, так и созданной.
- Эти устремления будут и далее воплощаться в долгосрочной Стратегии зелёного роста и климатической устойчивости Руанды (GGCRS), воздействие которой направлено на изменение менталитета и развития руандийского общества, что необходимо для достижения желаемой углеродно-нейтральной и климатически устойчивой экономики.
- Эффективное использование земли в различных секторах будет осуществляться в соответствии с Национальным генеральным планом землепользования и развития (2020—2050 гг.)